# Michiel de Ruyter (presentator)

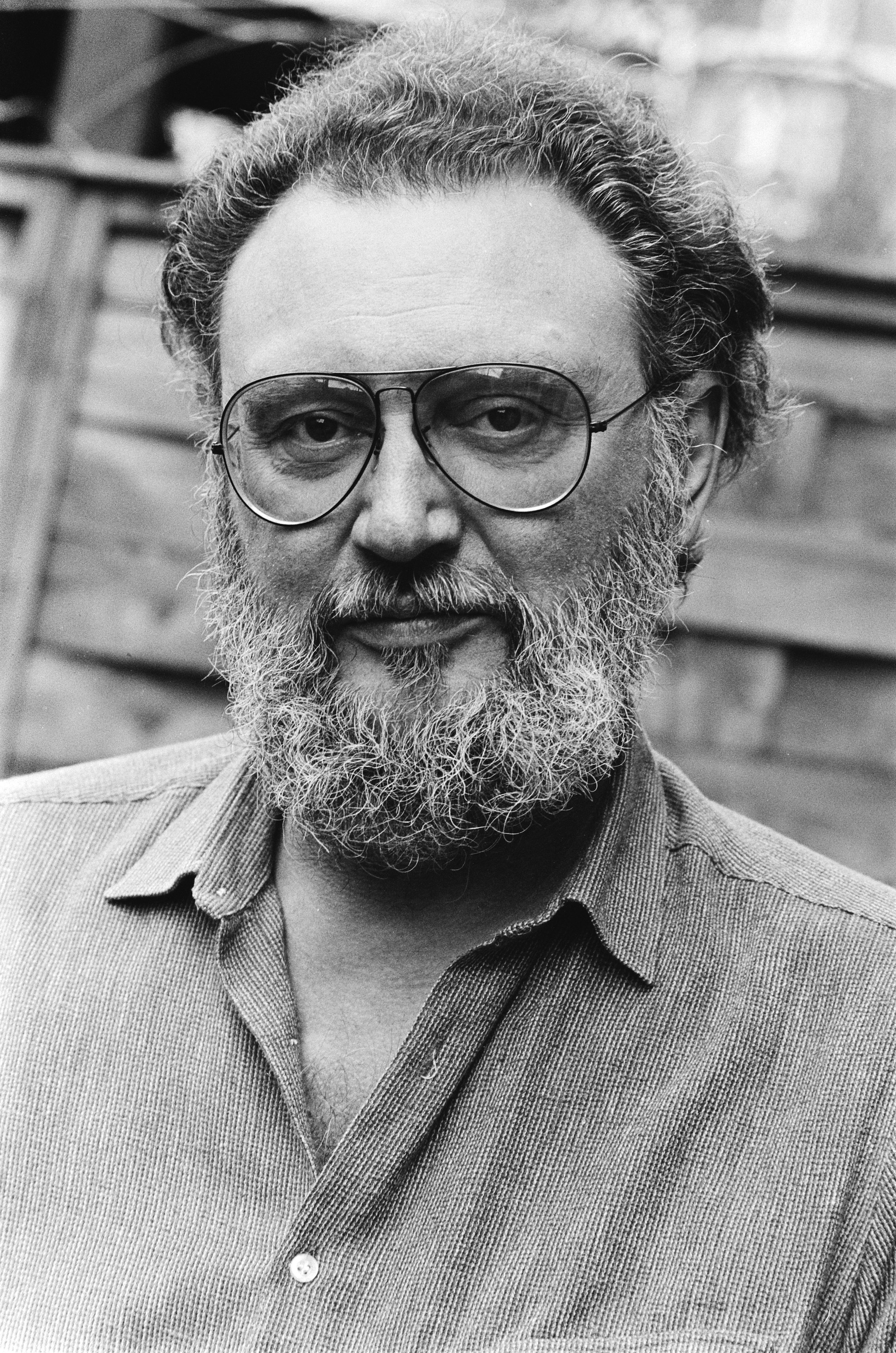
Michiel de Ruyter in 1982.

Michiel de Ruyter (3 augustus 1926 - Amsterdam,15 oktober 1994) was een Nederlands presentator en programmamaker, vooral bekend geworden door de vijftien jaar lopende serie De geschiedenis van de jazz en zijn karakteristieke uitspraak van Engelse namen en woorden.

## Beginjaren
Op jonge leeftijd werd polio ontdekt wat tot gevolg had dat hij zich in een rolstoel moest verplaatsen. In deze jaren luisterde hij al veel naar de radio en naar jazz. Zijn klarinet kreeg hij door het ruilen van zijn ijshockeyschaatsen.
Chiel de Ruyter was in zijn vroegere leven (1945-1952) ook niet-professioneel actief als jazzmusicus in diverse formaties. Een optreden werd opgenomen door de AVRO en op deze manier ontmoette hij Jan de Winter (AVRO's-Jazzsociëteit).

## Jazzcriticus en programmamaker

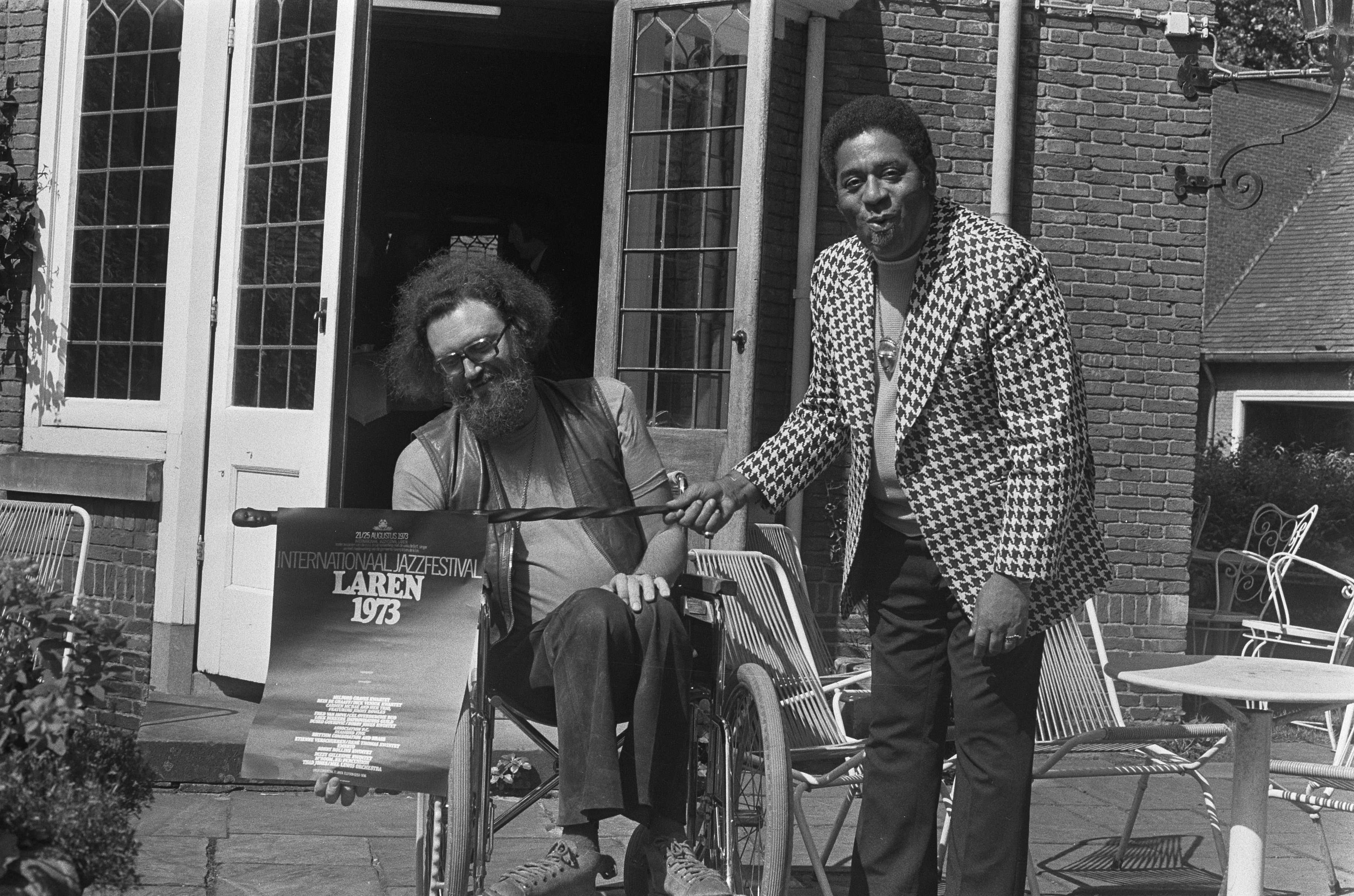
Michiel de Ruyter & Dizzy Gillespie (1973)

De Ruyter werd uitgenodigd als gastpresentator (18 maart 1952), van 1952-1958 is hij redacteur van AVRO's Jazzsociëteit. In 1953 voerde hij een eerste gesprek met Stan Kenton.
Na het vertrek van Pete Felleman kon De Ruyter bij de VARA aan de slag. Hij werkte de eerste drie maanden alleen als redacteur.
Vanaf 1961 tot 1972 maakte De Ruyter met Aad Bos (presentatie) en Kees Schoonenberg (redactie, regie) het tweewekelijkse VARA-programma Radio Jazz Magazine.

## De Geschiedenis van de Jazz
In oktober 1979 startte deze voor veel jazzliefhebbers uit die tijd bekende serie bij de NOS en VPRO. Aanvankelijk voor twee jaar. De laatste aflevering, nummer 695, werd uitgezonden op 10 juli 1994, drie maanden voor zijn overlijden.
De Stichting Concertzender begon in 2000 met een herhaling van de complete serie.

## Boek
- Michiel de Ruyter: een leven met jazz is een biografie. (Amsterdam, Van Gennep. 1984, ISBN 9060126084)